# Edil Rosenqvist

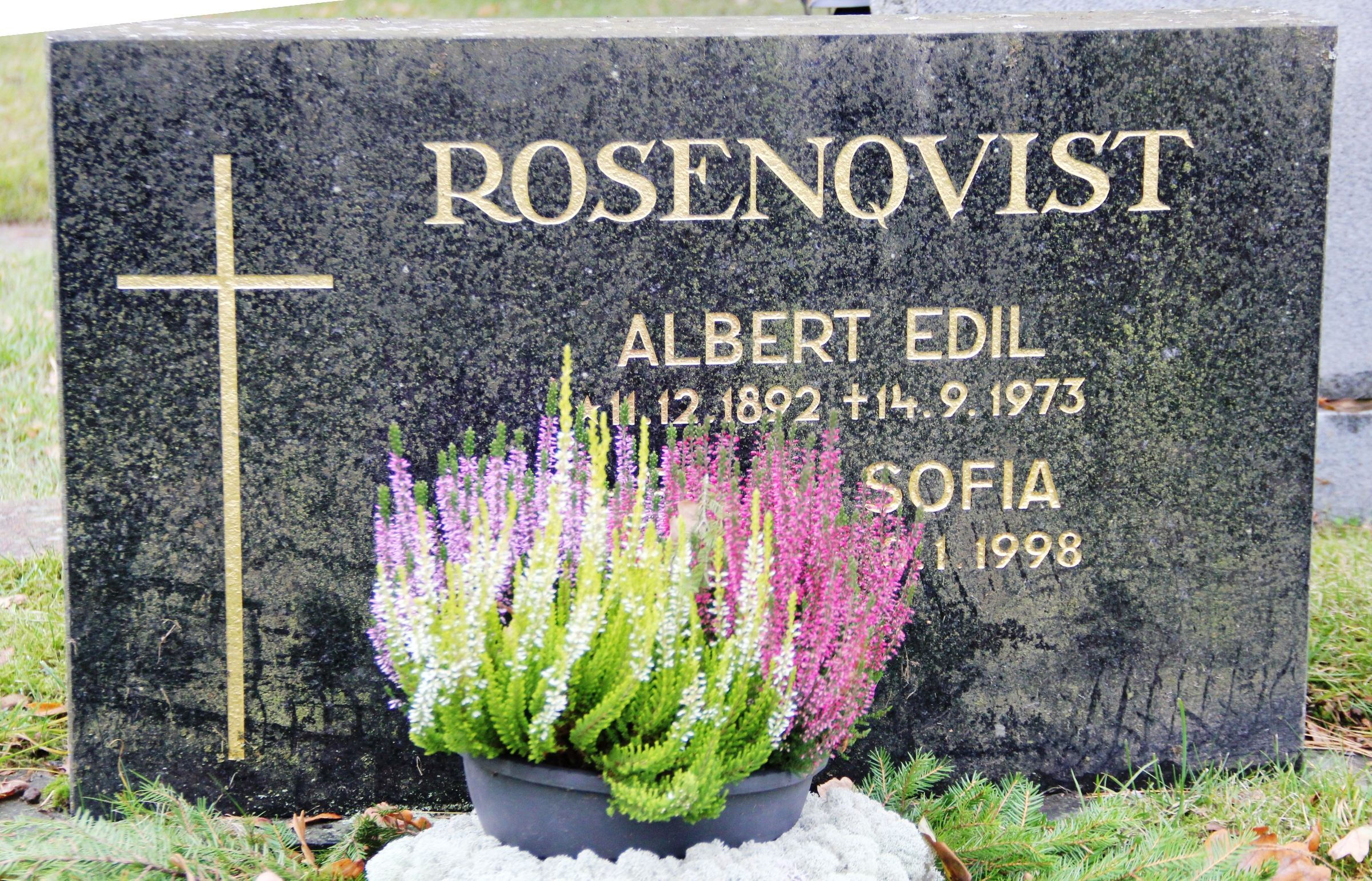
Zdjęcie grobu

Edil Albert Rosenqvist (ur. 11 grudnia 1892 w Degerby, zm. 14 grudnia 1973 w Helsinkach) – fiński zapaśnik. Dwukrotny medalista olimpijski.
Walczył w obu stylach, sukcesy odnosił w stylu klasycznym. Brał udział w trzech igrzyskach (IO 20, IO 24, IO 28), na dwóch zdobywał medale. W 1920 był drugi w wadze półciężkiej, w 1924 zajął to samo miejsce w najwyższej kategorii. W 1921 i 1922 zwyciężał w mistrzostwach świata, w 1930 był trzeci w mistrzostwach Europy. W latach 1919–1921 oraz 1930 czterokrotnie zostawał mistrzem Finlandii w stylu klasycznym. 